# Marcel Garvey
Marcel Jermaine Garvey (Gloucester, 21 aprile 1983) è un ex rugbista a 15 internazionale per l'Inghilterra, attivo nel ruolo di tre quarti ala per Gloucester, Worcester e, in Francia, Castres con cui si laureò campione nazionale.

## Biografia
Nato a Gloucester in una famiglia di origine giamaicana (sua madre è cugina di primo grado della lunghista italo-britannica Fiona May), fu inizialmente dedito alla pallacanestro nonostante la statura non eccessiva (172 cm) prima di passare al rugby intorno ai 14 anni.
Nel 2001 debuttò da professionista al Gloucester con cui, nel 2003, vinse la Coppa Anglo-Gallese battendo Northampton 40-23 e mettendosi in luce come il più giovane marcatore nella storia delle finali di tale competizione.
Già membro dell'Inghilterra Under-21 con cui disputò la Coppa del Mondo di categoria nel 2004, in quello stesso anno fu convocato nella squadra nazionale A per un incontro con i Barbarians; singolarmente, due anni più tardi fu convocato dagli stessi Barbarians per un incontro (corredato di una meta) contro l'East Midland.
Quella con l'Inghilterra A fu comunque l'unica esperienza internazionale di Garvey, che non ebbe mai l'occasione di debuttare in nazionale maggiore.
Nel 2006, dopo cinque stagioni a Gloucester, passò a Worcester con cui rimase sei campionati, compreso uno di RFU Championship dopo la retrocessione della squadra nel 2010.
Nel 2012 lasciò l'Inghilterra e firmò per Castres; al primo anno con la sua nuova squadra Garvey vinse il campionato francese 2012-13 anche se non fu in campo nella finale vinta contro il Tolone.
Dopo tre anni a Castres, a causa di un'ernia cervicale decise di terminare la carriera agonistica a 32 anni nel 2015.
Nel post-attività sportiva è rimasto in Francia con la sua famiglia; impiegatosi nel ramo informatico a Saint-Sulpice-la-Pointe, collabora anche alle attività dello staff tecnico della locale squadra dilettantistica di rugby.

## Palmarès
- Campionati francesi: 1
Castres: 2012-13
- Coppe Anglo-Gallesi: 1
Gloucester: 2002-03